# سيمون والتون
سيمون والتون (بالإنجليزية: Simon Walton)‏ (13 سبتمبر 1987 بليدز في المملكة المتحدة - ) هو لاعب كرة قدم بريطاني في مركز الوسط. شارك مع منتخب إنجلترا تحت 16 سنة لكرة القدم ومنتخب إنجلترا تحت 17 سنة لكرة القدم ومنتخب إنجلترا تحت 19 سنة لكرة القدم. أما مع النوادي، فقد لعب مع إيبسويتش تاون وتشارلتون أثلتيك وستيفيناغ بوروه وشيفيلد يونايتد وكارديف سيتي وكوينز بارك رينجرز وليدز يونايتد ونادي بلاكبول وهال سيتي ونادي كرولي تاون ونادي كرو ألكساندرا ونادي هارتلبول يونايتد ونادي بليموث أرجايل.

## وصلات خارجية
- سيمون والتون على موقع قاعدة بيانات كرة القدم.إي يو (الإنجليزية)
- سيمون والتون على موقع Soccerbase.com (لاعب) (الإنجليزية)
- سيمون والتون على موقع عالم كرة القدم.نت (الإنجليزية)